# 임성숙 (성우)
임태영(1969년 12월 19일 ~ )은 대한민국의 성우이다. 1990년 가톨릭평화방송 성우극회 성우로 입사하였고, 2012년 경기방송에서 주최한 라디오스타라는 프로그램에 참여 8강까지 진출했다고 한다.

## 출연작품

### 애니메이션
- 꼬마 청개구리 와와 - 와와

### 방송
- TV-사랑의 선교사
- KTV 매거진(KTV)
- 이 사람의 알고싶다
- PBC 카톨릭 월드 매거진(CPBC)
- 한국외교비서50년
- 아기천사 아기악마
- 오늘의 사는 사람들

### 상황극
- 즐거운 교리 교실
- 인형극

### 광고
- 유광정보통신
- 영인정보통신
- 동양제과

## 관련 기사
- 성우 임성숙의 자원 봉사